# Villa Pisani (Montagnana)

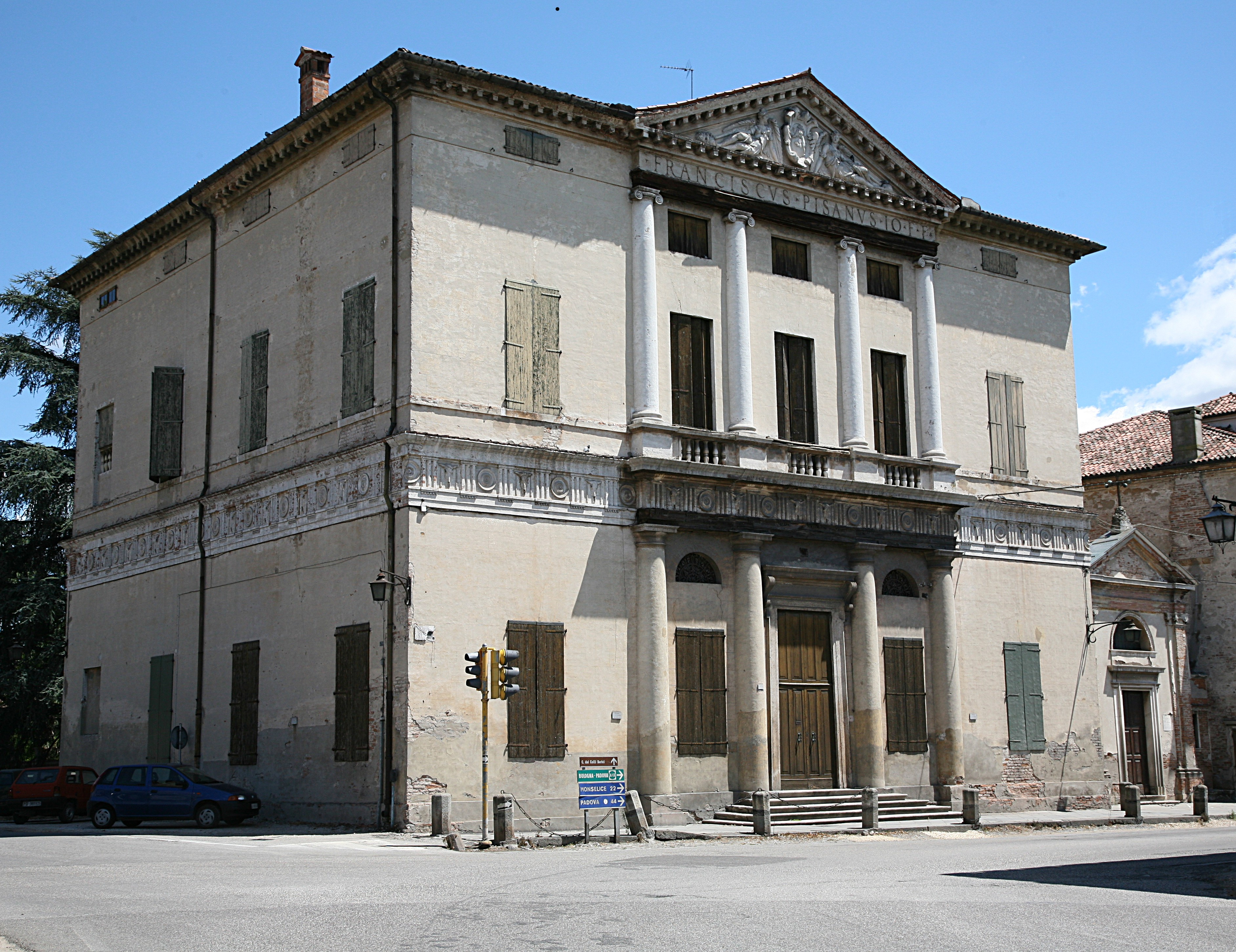
Villa Pisani

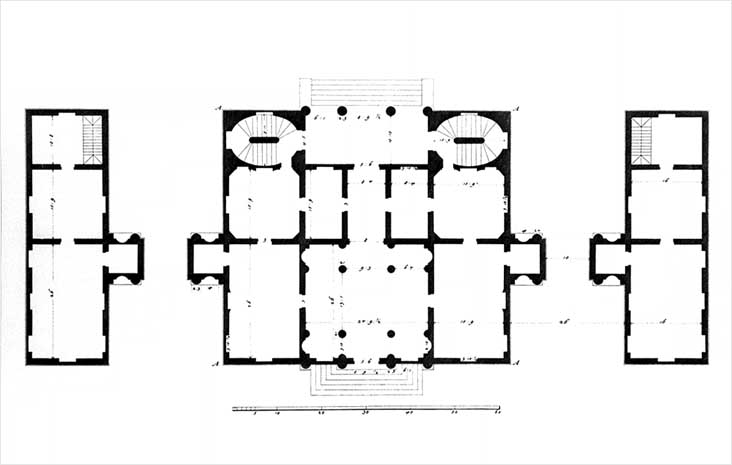
Grundriss, Ottavio Bertotti Scamozzi, 1778

Die Villa Pisani in Montagnana in der Provinz Padua, Venetien wurde von Andrea Palladio ca. 1552 für den Kardinal Francesco Pisani geplant und in den Jahren 1553–1555 errichtet.
Die Villa liegt unmittelbar außerhalb der mittelalterlichen Stadtmauer. Bei ihr tritt zum ersten Mal das palladianische Stilelement übereinander angeordneter Säulenreihen auf, die mit einem Tympanon bekrönt sind. Die Geschlossenheit der Straßenfront mit vier vorgesetzten Halbsäulen steht im Gegensatz zur doppelgeschossigen Loggia der Gartenfassade. Wie bei der zuvor erbauten Villa Cornaro werden auch hier Elemente der Stadt- und Villenarchitektur miteinander verknüpft. Zwischen den Stockwerken wird ein Triglyphenfries im regelmäßigen Wechsel von Bukranien, Rundscheiben und Triglyphen herumgeführt.
Der zentrale Raum des Hauses ist eine Mischform von Vorhalle und Empfangssaal, der mit Statuen Alessandro Vittorias geschmückt ist.
Das Gebäude wurde 1996 von der UNESCO mit anderen Villen von Palladio zum Weltkulturerbe erklärt.

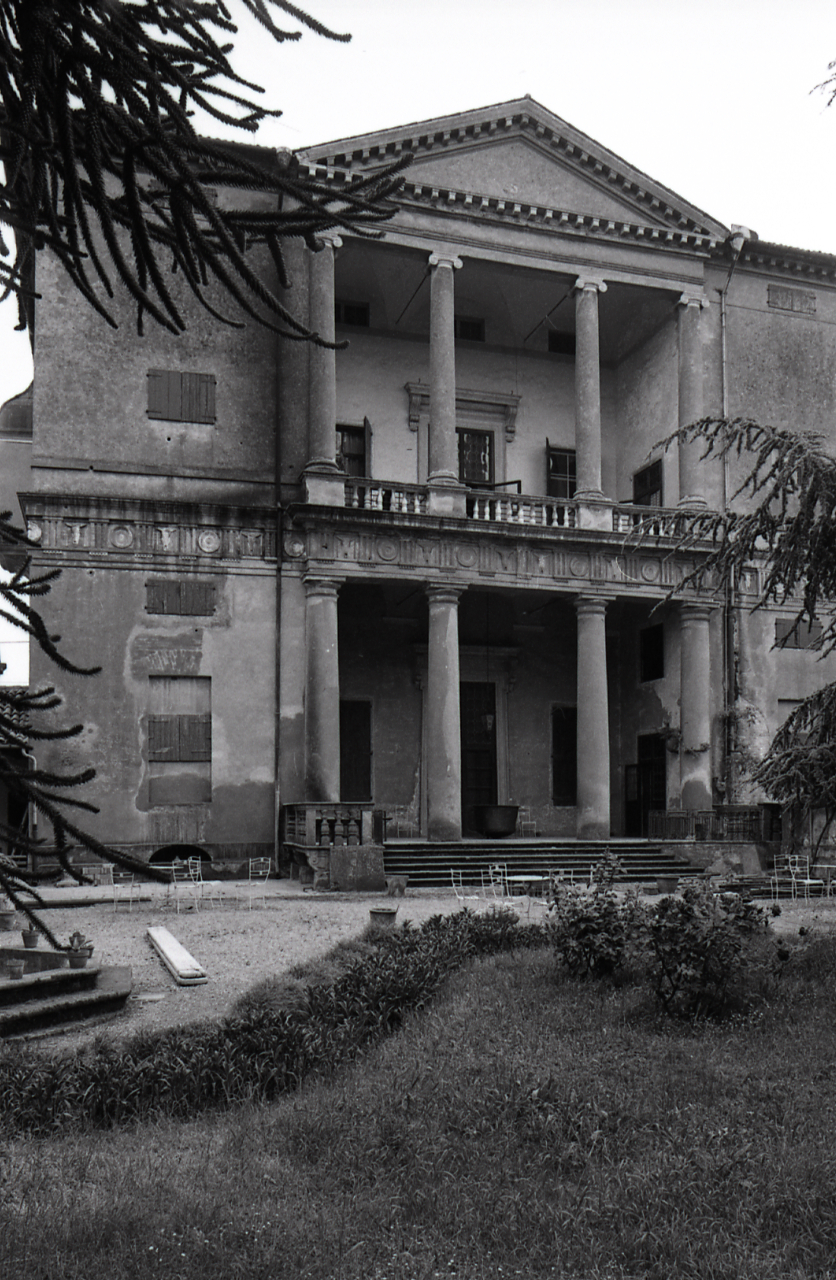
Vorgarten. Foto von Paolo Monti, 1979